# Jorge Sarmiento
Jorge Koochoi Sarmiento (Lima, 1902. november 2. – Lima, 1957. február 20.), perui válogatott labdarúgó.
A perui válogatott tagjaként részt vett az 1930-as világbajnokságon és az 1927-es Dél-amerikai bajnokságon.

## Sikerei, díjai
Sport José Gálvez
- Perui bajnok (1): 1916

Alianza Lima
- Perui bajnok (8): 1918, 1919, 1927, 1928, 1931, 1932, 1933, 1934

Peru
- Dél-amerikai bronzérmes (1): 1927

## Külső hivatkozások
- Jorge Sarmiento a FIFA.com honlapján Archiválva 2015. február 4-i dátummal a Wayback Machine-ben